# Дикуль, Валентин Иванович
Валенти́н Ива́нович Дику́ль (род. 3 апреля 1948, Каунас) — советский и российский цирковой силач, Заслуженный артист РСФСР (1988), Народный артист Российской Федерации (1999), руководитель медико-реабилитационного центра заболеваний опорно-двигательного аппарата.

## Биография

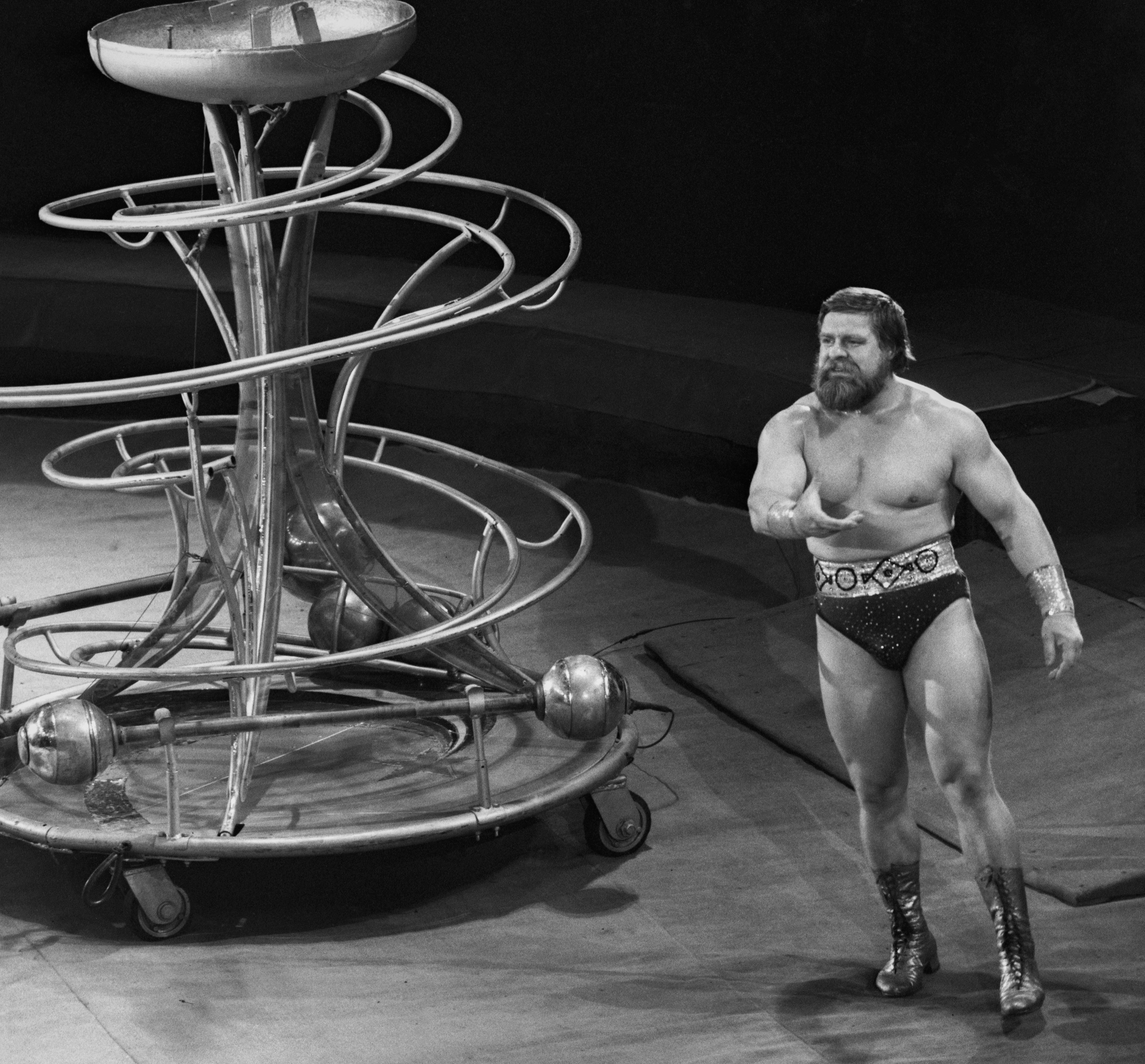
Во время выступления в цирке, 1980-е годы. Фотограф: Лев Медведев

Появился на свет недоношенным, весом около килограмма, в то время такие дети обычно не выживали. Отец — Иван Григорьевич Дикуль (1920—1950) — украинец по национальности, был военнослужащим (сотрудником НКВД) и погиб в возрасте 30 лет при исполнении служебных обязанностей (убит бандитами). Мать — Анна Корнеевна (1925—1952) — по национальности русская, умерла спустя два года, в возрасте 26 лет. До семи лет воспитывался дедушкой и бабушкой, затем жил в детских домах: сначала в Вильнюсе, затем — в Каунасе.
В 1957 году увлёкся цирком, работал подсобным рабочим. В четырнадцать лет подрабатывал ремонтом мотоциклов. Занимался гимнастикой, борьбой, поднятием тяжестей, эквилибром, акробатикой, жонглированием, придумывал трюки и фокусы. Записался в цирковой кружок в каунасском клубе.
В 1962 году начал исполнять свой первый номер воздушной гимнастики во Дворце спорта. Упал из-за лопнувшей стальной перекладины, к которой крепилась страховка. Получил более десяти переломов, включая компрессионный перелом позвоночника в поясничном отделе и черепно-мозговую травму; неделю находился в реанимации городской клинической больницы, затем — в больничной палате нейрохирургического отделения. Дважды пытался осуществить самоубийство. Затем, находясь в той же больнице, придумал и стал выполнять упражнения на разработку мышц спины, груди и рук, мышечного корсета в целом; кроме того, стал изучать литературу по анатомии, физиологии, биомеханике и гимнастике. Разработал особый блочный тренажёр, который установили над его кроватью. Из больницы выписался в инвалидном кресле через 8 месяцев. В дальнейшем устроился руководителем циркового кружка в местный Дворец культуры, где занимался с детьми, а вечерами выполнял упражнения и тренировки, которые позволили ему через пять лет начать ходить.
С 1970 года начал выступать в цирке в качестве силового жонглёра (жонглирование пушечными ядрами, подбрасывание гирь, удерживание на плечах платформы с автомобилем и др.).
Ряд публикаций в прессе 1970—1980-х годов вызвал значительное число писем В. И. Дикулю с просьбами о помощи в вопросах лечения и реабилитации после заболеваний и травм опорно-двигательного аппарата. В ответах он высылал информацию о разработанном им комплексе мер по медицинской реабилитации. В обработке большого количества корреспонденции ему помогала жена Людмила. В 1978 году Министерство здравоохранения СССР разрешило провести клиническую апробацию методики реабилитации.
В 1988 году Дикуль был назначен директором Всесоюзного центра реабилитации больных со спинномозговой травмой и последствиями детского церебрального паралича (центр В. И. Дикуля в Останкино). В 1990 году методика была зарегистрирована в патентном бюро. В 1990—2010-е годы в Москве открылось несколько других реабилитационных центров, носящих имя Дикуля: медико-реабилитационный центр «Беляево», лечебно-диагностические центры «Марьино», «Лосиный остров» и «Крылатское»; медицинские центры «Кунцево» и «Красная Пресня» также некоторое время носили его имя. С конца 1990-х годов центры занимаются не только реабилитацией больных с травмами позвоночника, но и лечением других заболеваний опорно‑двигательного аппарата (грыжи межпозвоночных дисков, сколиоз, кифоз, остеохондроз).
В 1989—1991 годах был народным депутатом СССР и членом Верховного Совета СССР. В 1988—1991 годы был председателем Федерации физкультуры и спорта инвалидов при Госкомспорте СССР.
В 2002 году во время подготовки силового трюка соскользнула поднятая на вытянутой руке гиря, и Дикулю вывернуло в обратную сторону левую руку, сустав был сломан в нескольких местах, кроме того, серьёзно повреждён правый глаз. В дальнейшем, после проведения 11 офтальмологических операций, зрение на нём вернуть не удалось.

## Личная жизнь
В браке с цирковой гимнасткой Людмилой Михайловной Дикуль (в девич. Садомская, род. 07.03.1951 г.) — дочерью иллюзиониста Михаила Ефимовича Садомского (17.10.1918-06.01.2016). Дочь — Анна Валентиновна Дикуль (род. 09.09.1980 г.), актриса цирка и кино, исполнительница главной роли в фильме «Необыкновенные приключения Карика и Вали», окончила в 2008 году режиссёрский факультет ГИТИС. В семье Анны родилась внучка Дикуля — Валентина. Во втором браке с Жанной (род. 1980) у Дикуля родился сын Валентин (род. 23.07.2009).

## Награды и звания
- Орден Трудового Красного Знамени (27 декабря 1990 года) — за разработку и внедрение новых высокоэффективных методов лечения[8].
- Народный артист Российской Федерации (17 июня 1999 года) — за большие заслуги в области искусства[3].
- Заслуженный артист РСФСР (22 января 1988 года) — за заслуги в области советского искусства[9].
- Почётная грамота Правительства Российской Федерации (20 мая 1998 года) — за большой личный вклад в развитие отечественного циркового искусства, плодотворную деятельность по реабилитации инвалидов и многолетний добросовестный труд[10].
- Золотая медаль имени Ю. А. Гагарина[1].
- Золотая медаль имени Л. Н. Толстого (Международная ассоциация детских фондов).
- Лауреат премии имени Людвига Нобеля[1].
- Премия «Своя колея» (2000)[1].
- Литературная премия имени А. П. Чехова[1].
- Премия имени М. В. Ломоносова (2003)[1].
- Премия имени А. П. Маресьева[1].
- Награждён другими наградами, дипломами и благодарностями[1].

## Изобретения
Государственным комитетом по изобретениям и открытиям при ГКНТ СССР на имя В. И. Дикуля были выданы авторские свидетельства:
- № 1571815 от 15 февраля 1990 года «Способ реабилитации послеоперационных больных со спинно-мозговой травмой грудного отдела позвоночника»;
- № 1628277 от 15 октября 1990 года «Способ реабилитации больных со спинно-мозговой травмой поясничного отдела позвоночника»;
- № 1766429 от 8 июня 1992 года «Тренажёр»;
- № 1834016 от 13 октября 1992 года «Устройство для восстановительного лечения».

## Членство в различных организациях
С 28 апреля 1995 года является действительным членом общественной организации «Международная академия информатизации»; с 15 апреля 2002 года — академиком и одновременно профессором общественной организации «Академия проблем безопасности, обороны и правопорядка»; с 8 ноября 2007 года — членом-корреспондентом общественной организации «Международная академия общественных наук».
Решением общественной организации «Высший аттестационно-квалификационный комитет» от 17 марта 1999 года № 39 В. И. Дикулю была присуждена учёная степень доктора биологических наук и одновременно присвоено учёное звание профессора по специальности «Биоинформатика». Однако выдавать дипломы о присвоении учёных степеней в Российской Федерации имеет право только ВАК РФ, поэтому данная научная степень не признаётся научным сообществом. Кроме того, у него отсутствуют диплом о получении высшего образования, диплом о присвоении учёной степени кандидата наук, тексты одной или обеих диссертаций в хранилищах крупнейших библиотек страны, а также какие-либо статьи в научной периодике. Утверждения в СМИ о наличии у Дикуля учёной степени кандидата наук и его членстве в РАМН не находят документального подтверждения.
Возглавлял избирательный список блока «Дело Петра Первого» на выборах в Государственную Думу в 1995 году.

## Критика
Дикуль подвергается критике профессиональных спортсменов за фальсификацию своих спортивных результатов, поскольку никакие из них не были продемонстрированы и зафиксированы надлежащим образом. В частности, в видео с рекордом по приседу со штангой были якобы использованы бутафорские блины.

## Фильмография
- 1984 — Без семьи — силач
- 1984 — Пеппи Длинный чулок — силач «Индийский петух»
- 1985 — Пирамида (документальный, о врачебной деятельности В. И. Дикуля)
- 1985 — Прощай, старый цирк (документальный; нет в титрах)
- 1987 — Ещё одна улыбка (короткометражный)
- 2004 — Россия богатырская (документальный)
- 2010 — Другая жизнь (документальный)
- 2010 — Москва. Центральный округ-3 — камео

## Основные работы
- Дикуль В. И., Зиновьева А. А. Как стать сильным; Ж. К. Холодов. Азбука движений. — М.: Знание, 1990. — 190 с.
- Дикуль В. И., Елисейкин А. Г. Разорванный круг. — М.: Советский спорт, 1993. — 144 с.